# Karel De Gucht
Karel Lodewijk Georgette Emmerence De Gucht (ur. 27 stycznia 1954 w Overmere) – belgijski i flamandzki polityk, w latach 2004–2009 minister spraw zagranicznych, komisarz ds. handlu w Komisji Europejskiej pod przewodnictwem José Barroso.

## Życiorys
Ukończył w 1976 studia prawnicze na Vrije Universiteit Brussel. Prowadził na tej uczelni wykłady z zakresu prawa europejskiego, praktykował też w zawodzie prawnika. Od drugiej połowy lat 70. powoływany w skład władz flamandzkich partii liberalnych – Partii na rzecz Wolności i Postępu (PVV), przekształconej w 1992 w ugrupowanie pod nazwą Flamandzcy Liberałowie i Demokraci (VLD). Był m.in. przewodniczącym organizacji młodzieżowych i studenckich (1975–1979), wiceprzewodniczącym PVV (1985–1988) i przewodniczącym VLD (1999–2004).
Przez wiele lat był związany z samorządem jako członek władz miejskich Lebbeke ds. finansów (1983–1988), radny (1989–2009) i przewodniczący rady miejskiej oraz burmistrz (od 2006) w Berlare.
W latach 1980–1994 był posłem do Parlamentu Europejskiego, w którym m.in. pełnił funkcję zastępcy przewodniczącego frakcji liberalnej. Sprawował także mandat parlamentarzysty w Belgii w Senacie (1994–1995) i Parlamencie Flamandzkim (1995–2003). W 2003 i 2007 był wybierany do federalnej Izby Reprezentantów.
18 lipca 2004 został mianowany ministrem spraw zagranicznych w rządzie Guya Verhofstadta. Tożsame stanowisko powierzali mu w swoich gabinetach Yves Leterme i Herman Van Rompuy. W 2006 sprawował funkcję przewodniczącego OBWE. 17 lipca 2009 odszedł z rządu, zastępując Louisa Michela na stanowisku komisarza ds. rozwoju i pomocy humanitarnej w Komisji Europejskiej José Manuela Barroso. W drugiej KE tegoż przewodniczącego został komisarzem ds. handlu, stanowisko to objął w lutym 2010 i pełnił do końca kadencji w 2014.
Uhonorowany tytułem ministra stanu (2002). W 2004 przez prezydenta Aleksandra Kwaśniewskiego został odznaczony Krzyżem Wielkim Orderu Zasługi Rzeczypospolitej Polskiej.